# Израелска салата
Израелска салата (на иврит: סָלָט יְרָקוֹת יִשְׂרְאֵלִי, буквален превод: „израелска зеленчукова салата“) е салата от ситно нарязан домат, лук, краставица и пипер или люта чушка. Описвана е като „най-известното национално ястие на Израел“ и е стандартна гарнитура към повечето израелски ястия. Салатите, които следват една и съща рецепта с различни имена, са широко разпространени и популярни в цялото Източно Средиземноморие.
Тя е приета от еврейски имигранти в Левант в края на XIX век, които откриват местно отглежданите краставици и домати в популярната местна салата. Тя е популяризирана в кибуците, където еврейските фермери са имали местни пресни продукти подръка.
Името Израелска салата се използва главно извън Израел. В Израел обикновено се нарича салат кацуц (на иврит: סָלָט קָצוּץ , „нарязана салата“), както и салата арави (на иврит: סָלָט עֲרָבִי , „арабска салата“), или салат йеракот (на иврит: סָלָט יְרָקוֹת , „зеленчукова салата“).
В интервю за Би Би Си водещият израелски кулинарен журналист и готвач Гил Ховав казва, че израелската салата всъщност е палестинско-арабска салата.
В израелските ресторанти и кафенета израелската салата се сервира като самостоятелна гарнитура, като допълнение към основни ястия или пълнена в пита с фалафел или шаварма.

## История
Въпреки че краставиците имат древна история в Близкия изток, доматите, произхождащи от Южна Америка, не са били култивирани в района на Сирия до вероятно чак през XIX век, по време на Османската империя.
Историкът Гил Маркс описва как еврейските имигранти в края на XIX век за първи път виждат салата от краставици и домати в тогавашна Османска Палестина и проследява присъствието ѝ там до турската çoban salatası (овчарска салата). Тъй като краставиците и доматите са били познати зеленчуци както за европейските, така и за имигрантите от Близкия изток, те бързо са включени в общата им диета. Приета и популяризирана от кибуците в цялата страна, тази салата по-късно мигрира във всички области на израелската кухня. Вариации на основната рецепта са направени от различните еврейски общности, имигрирали в страната. Например евреите от Индия я приготвят със ситно нарязан джинджифил и зелени люти чушки, северноафриканските евреи могат да добавят консервирана лимонова кора и лют червен пипер, а бухарските евреи нарязват зеленчуците изключително ситно и използват оцет, без олио, в дресинга.

## Подобни салати
Израелските араби или палестинците могат да наричат традиционната си салата от краставици и домати salatat al-bandura или salatat banadura („доматена салата“), или salata na'meh. Други подобни салати, открити в Близкия изток, включват персийската салата shirazi سالاد شيرازي (която включва мента, нарязан на кубчета лук и обелени краставици) и турската çoban salatası; наред с други, открити в източната част на Средиземноморието в Турция, Ливан и Египет. Кухнята на индийския субконтинент също включва вариант на тази салата, наречен „качумбер“.